# Melicytus flexuosus
Melicytus flexuosus är en tvåhjärtbladig växtart endemisk för Nya Zeeland som beskrevs av Brian Peter John Molloy och Anthony Peter Druce. Arten ingår i släktet Melicytus och familjen Achariaceae. Inga underarter finns listade i Catalogue of Life.
M. flexuosus är en vedartad buske som bildar typiska härvor av böjliga sammanflätade grågröna grenar som för det mesta är bladlösa. Busken blir upp till fem meter hög. Bladen, när de finns, är små (1-2 cm), liksom dess gula doftande blommor, som bara mäter 2-3 mm.